# کازا

کازا ( فرانسوی: [kaza] ، نام مستعار فیلیپ کازا Philippe Cazaumayou ([kazomaju] ; متولد 14 نوامبر 1941) یک کارتونیست و کمیک‌نویس فرانسوی است.

## زندگینامه
در 18 سالگی، کازائومایو حرفه‌ی تبلیغاتی را آغاز کرد که ده سال به طول انجامید، اما در سال 1970 وارد عرصه‌ی گروهی شد و اولین آلبوم خود به نام کریس کول را منتشر کرد. کازا در سال 1971 شروع به انتشار کارهای خود در مجله پیلوت کرد و با سریال Quand les costumes avaient des dents ( وقتی لباس ها دندان داشتند ) در سال 1971 شروع کرد و به دنبال آن آثار کوتاه دیگری نیز منتشر شد. مجموعه داستان‌های Scènes de la vie de banlieue ( صحنه‌های زندگی حومه شهر ) در سال 1975 و پس از آن داستان‌های دیگری نیز منتشر شد. 
با ظهور مجله متال اورلان در سال 1975، کازا شروع به عرضهٔ آثار در ژانر علمی-تخیلی کرد ، که در ابتدا با تکنیک کامل سیاه و سفید نقطه کار می‌کرد. همانطور که در آثار بعدی مانند Arkhê ، Chimères و Laïlah دیده می شود، بعداً برای استفاده از سبکی از رنگ که به یک علامت تجاری تبدیل شد، کنار گذاشته شد. 
از سال 1985 تا 1987، او از نزدیک با رنه لالوکس در انیمیشن گندهار ، بر اساس رمانی از ژان پیر اندروون ، همکاری کرد. در سال های 2002 تا 2003، او با فیلیپ لکلرک در انیمیشن کودکان باران ، بر اساس رمانی از سرژ بروسولو، کار کرد.